# Puente Lansdowne
El puente Lansdowne (en sindhi: لينسڊائون پل‎; en urdu: لینس ڈاؤن پل‎) es un puente del siglo XIX, originalmente ferroviario (desde 1962, carretero) que atraviesa el río Indo entre las ciudades de Sukkur y Rohri, en la provincia de Sind, Pakistán. Fue nombrado en honor de  lord Lansdowne, entonces gobernador general  y virrey de la India británica (1888-1894). Cuando se completó en 1889 era uno de los logros de ingeniería sobresalientes del siglo XIX y con un peso de alrededor de 3300 toneladas salvaba una luz de 244 m, entonces el «puente de vigas rígidas más largo del mundo» (longest rigid girder bridge in the world). Este récord lo retendría muy poco tiempo, ya que el 4 de marzo de 1890 fue inaugurado el puente de Forth, que llevaría el vano hasta unos increíbles 520 m.
El puente de Ayub se construyó inmediatamente adyacente al puente en 1962, por lo que las fotografías del puente de Landsdown generalmente también muestran el puente de Ayub.

## Descripción

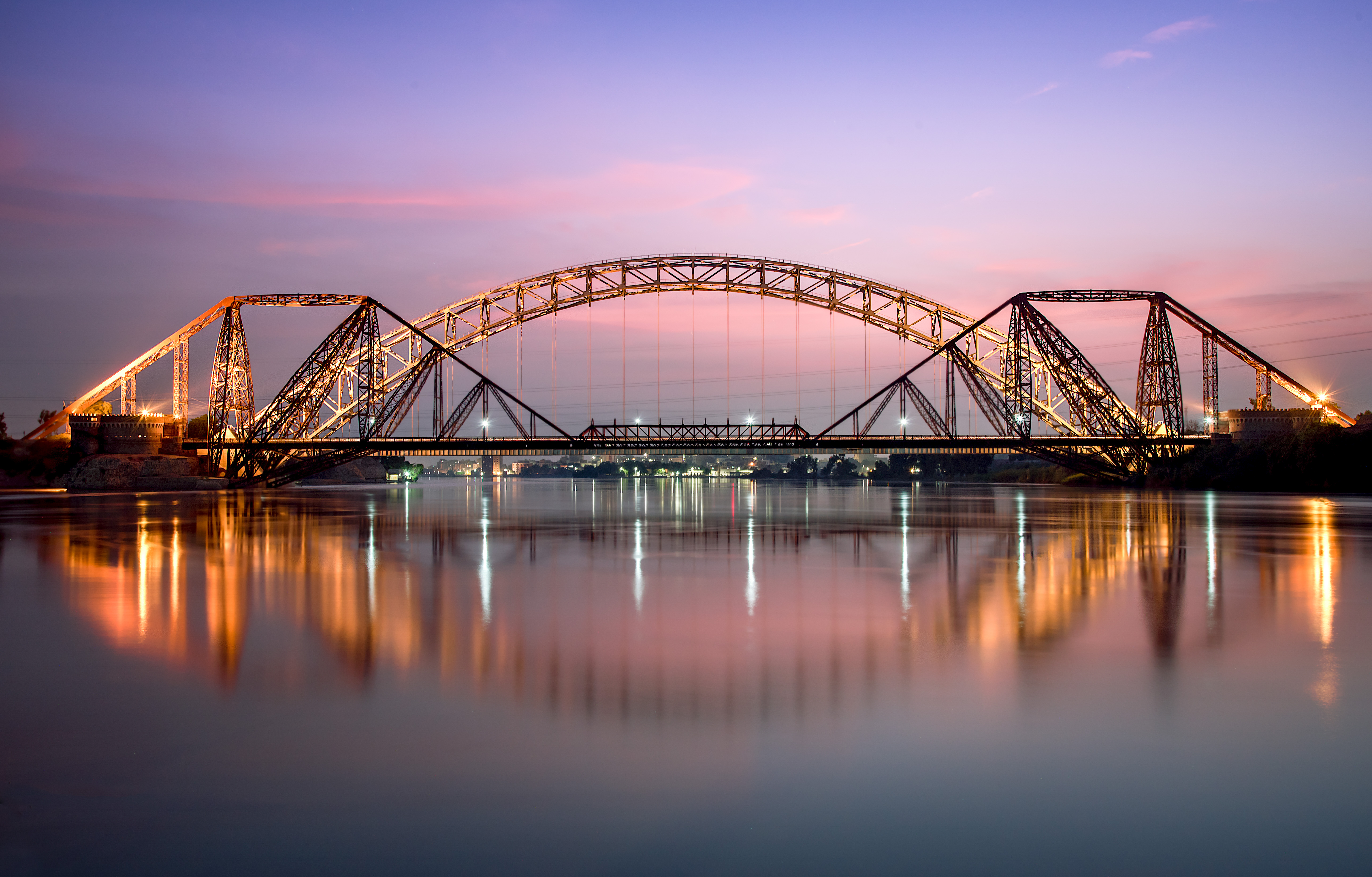
El puente Lansdowne con el gran arco de 1962 el puente Ayub detrás

El puente de Lansdowne fue diseñado por sir Alexander Meadows Rendel; diseñó el puente entre Rohri y Sukkur, sobre el río Indo, y cuando se terminó en 1889 era el puente en voladizo más grande del mundo. La viga, con un peso de 3300 toneladas, fue fabricada en Londres por la firma de Westwood, Baillie  y erigida por F.E. Robertson y Hecquet. Al finalizar, el puente permitió un acceso ferroviario más fácil entre Punjab y Karachi.
El puente cruza una verdadera isla, Bhukkur, aparecida después de un terremoto en el siglo XIII. Un fuerte ocupaba el norte de esta isla y había un lugar sagrado al sur. Fort Bukkur fue un punto estratégico en Sindh y la fuente de muchas historias populares.

## Contexto
El Indo había sido puenteado en Attock en 1887 y eso permitió que los Ferrocarriles de la India corrieran desde el puesto más occidental del paso Khyber hasta la ciudad oriental de Calcuta. Sin embargo, el enlace ferroviario de la India con el puerto de Karachi todavía estaba interrumpido por el Indo que fluye entre las ciudades de Rohri y Sukkur. El Indo no estaba puenteado entre Kotri e Hyderabad, y por lo tanto, los trenes que ya recorrían desde 1879 la ruta Karachi-Jamshoro-Larkana-Sukkur debían ser embarcados en un ferry para cruzar hasta Rohri y viceversa.
En Sukkur, el río Indo discurre a través de una brecha en una cadena de colinas bajas de piedra caliza y se divide en dos canales (canales Sukkur y Rohri) por la isla de Bukkur. Esa isla proporcionaba el mejor lugar para cruzar el río. Cerrar el canal entre Bukkur y Rohri no era tan fácil. Aquí, el lecho del río no es rocoso sino limoso, lo que dificultaba la construcción una pilona de puente. Por lo tanto, se propusieron diseños de puentes para construir puentes sin pilares. Uno de esos diseños fue para un puente arqueado pero no fue considerado en la década de 1870. Más tarde en 1962, el río fue puenteado usando un diseño muy similar que se conoció como el arco de Ayub.

## Historia

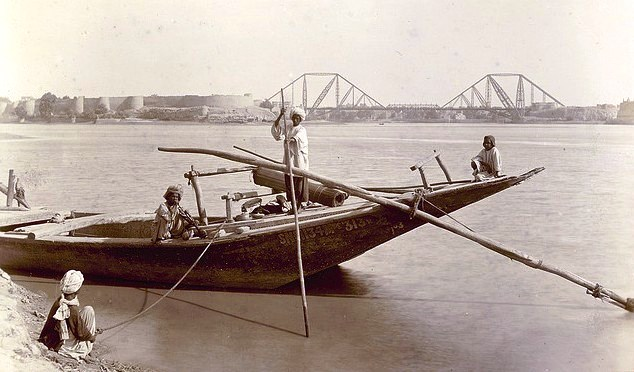
Puente Lansdowne en 1897

El Ferrocarril Estatal del Valle del Indo (Indus Valley State Railway) había llegado a Sukkur en 1879 y el cruce del Indo entre Rohri y Sukkur mediante un  transbordador de vapor, que transportaba cada vez ocho vagones, resultaba engorroso y requería mucho tiempo. El enlace del ferry se volvió redundante cuando Lord Reay, gobernador de Bombay, supliendo a lord Lansdowne, el virrey, inauguró el puente el 25 de marzo de 1889. 
Como el verano llega pronto a Sukkur y los pesados uniformes de estilo europeo de la época hubieran sido incómodos, la ceremonia de apertura se realizó temprano en la mañana. En la ceremonia, lord Reay abrió un candado altamente ornamental (diseñado por J.L. Kipling, CIE, director de la  Mayo School of Art en Lahore y padre de Joseph Rudyard, el famoso poeta y autor) que mantenía cerradas las engorrosas puertas de hierro que protegían la entrada al puente. Los dignatarios reunidos cruzaron el puente y se levantaron para el desayuno seguido de brindis bajo un chamán (Berridge 1967:128). El puente proporcionaba el enlace ferroviario entre Lahore, en el corazón del granero de la India británica, y el puerto de Karachi en el mar Arábigo.
De 1960 a 1962 se construyó al lado el puente de Ayub, un puente de arco de metal. Inaugurado el 6 de mayo de 1962, esta estructura dio la bienvenida al tráfico ferroviario, y el puente Lansdowne se convirtió en un puente vial. A unos treinta metros de distancia, los dos puentes parecen uno desde la distancia. El arco de Ayub se convirtió en el tercer puente ferroviario en arco más largo del mundo y en el primer puente del mundo en tener  «el tablero de ferrocarril suspendido de tirantes de cuerda enrollada» ("the railway desk slung on coiled wire rope suspenders"). El ingeniero consultor fue David B. Steinman de Nueva York, defensor de la «estética vocacional». Costó alrededor de dos rupias crore y la primera piedra se colocó el 9 de diciembre de 1960. Fue inaugurado por el presidente  Muhammad Ayub Khan  el 6 de mayo de 1962. 

## Detalles técnicos

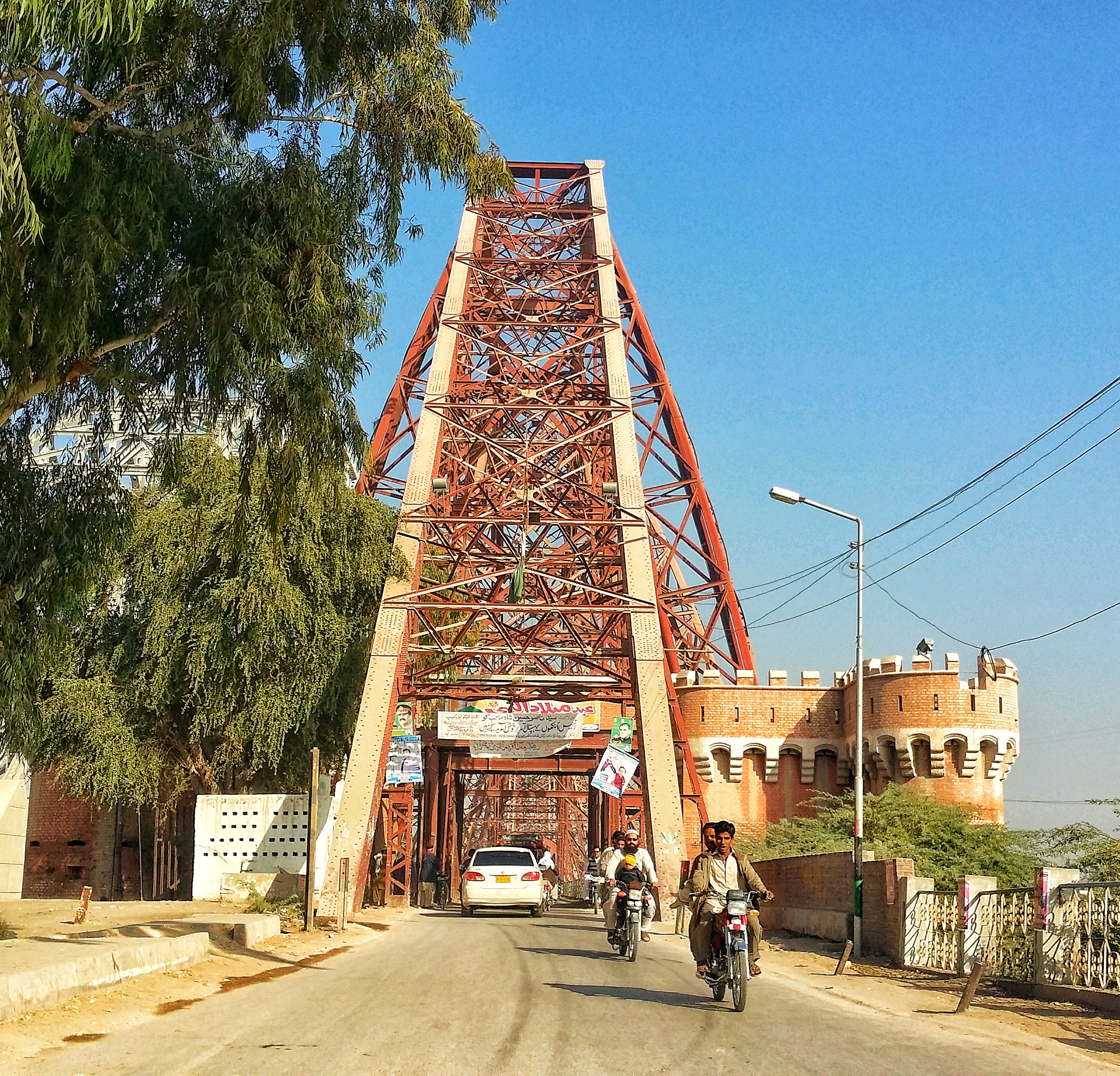
Entrada al puente Lansdowne Bridge en Sukkur

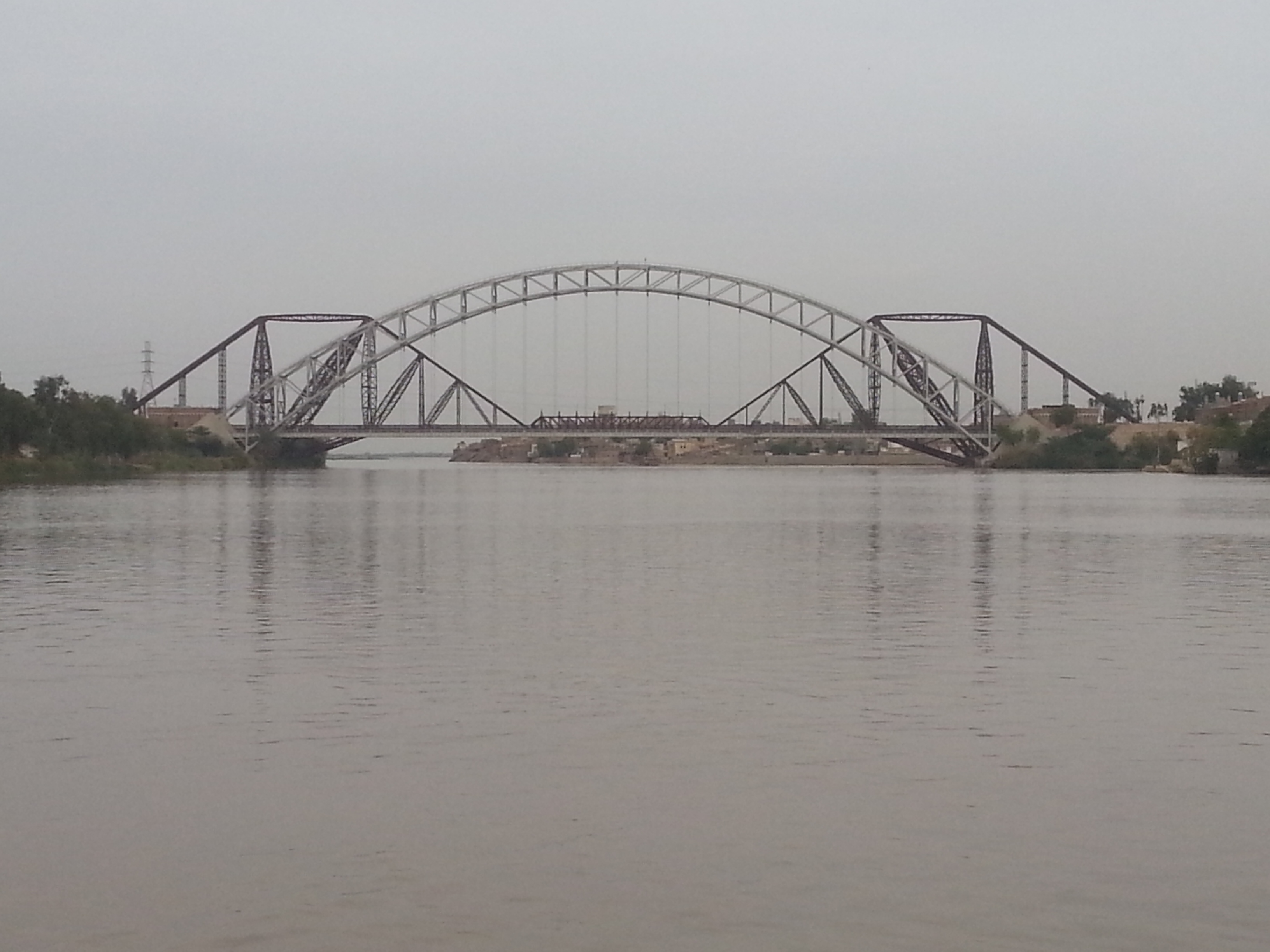
Puente Lansdowne, en Rohri

Los primeros estudios de campo fueron llevados a cabo por J. Ramsey entre 1872 y 1874, en previsión de la llegada futura del ferrocarril a Sukkur.  Ramsey propuso después de su estudio construir un puente colgante de 180 metros de longitud. En 1875, sir James Browne continuó el estudio y recomendó un puente colgante rígido de 240 metros de largo.
La línea ferroviaria del valle del Indo llegó a Sukkur en 1879. El cruce del río dependía de un ferry de vapor con una capacidad de ocho vagones por viaje. Este método se consideró incómodo y llevaba mucho tiempo. Sin embargo, las opciones sobre la edificación del puente no avanzaban. También en 1879, sir Guilford Molesworth recomendó la construcción de un puente en arco metálico siguiendo el modelo del Iron Bridge, y J. R. Bell propuso la construcción de un puente en ménsula con una longitud de 207 m. Ninguna de ellas se consideró completamente factible en ese momento.
En 1885, se completó la sección que conectaba la isla de Bukkur con Sukkur. Para la otra sección del puente, la más complicada de ejecutar, fue llamado el ingeniero sir Alexander Rendel, que propuso un diseño que constaba de dos voladizos anclados, cada uno de 310 pies de largo, con una luz suspendida de 200 pies en el centro. Este diseño se consideró factible. El trabajo de las vigas de este puente se le dio a Westwood, Baillie & Co. de Londres. El puente se armó primero en el patio del contratista. Los voladizos de 170 pies de alto del puente cuando se ensamblaron, hicieron una escena bastante llamativa en Londres. En 1887 el trabajo de acero comenzó a llegar a Sukkur y a Rohri. La construcción del puente se inició luego bajo la supervisión de F.E. Robertson and Hecquet.  Sus nombres están escritos hasta la fecha en una placa en cada voladizo del puente.
La construcción del puente de Lansdowne no fue una broma. Se dice que el diseñador de puentes no había pensado mucho acerca de cómo se construiría el puente en la vida real. Unas grúas gigantes, cada una con un peso de 240 toneladas y cada una de ellas con una longitud de 230 pies, tuvieron que levantarse inclinándose sobre el agua y al mismo tiempo tuvieron que inclinarse hacia adentro en el plano en ángulo recto con respecto a la línea del puente. Y como si eso no fuera lo suficientemente difícil, las vigas de unión horizontal de 123 pies de largo y un peso de 86 toneladas cada una debían montarse a una altura de 180 pies. Esto de hecho fue un desafío en la década de 1880. 
Cuando se completaron ambos voladizos, el trabajo comenzó en el tramo central. El diseñador del puente había pretendido que un tramo de 200 pies de largo se montara en barcazas y luego se izara. Este plan no funcionó en la práctica, ya que el Indo se mantiene bastante violento unos 6 meses al año debido a las inundaciones. Al final, Robertson construyó otro puente temporal para proporcionar una plataforma sobre la cual se pudiese montar el tramo suspendido. El andamiaje temporal pesaba 56 toneladas. El trabajo de la viga permanente del tramo de 200 pies fue erigido y remachado en cuatro días y medio, un tiempo bueno incluso para los estándares de hoy. En 1880, los hombres de Robertson no tenían herramientas neumáticas ni unidades eléctricas. 
La primera prueba de un paso de tren en el puente se realizó el 19 de marzo de 1885.  Inaugurado el  25 de marzo de 1889, fue diseñado para la circulación de locomotoras de vapor y en ese momento era la estructura tipo cantilever más larga jamás construida.  La estructura permitió el enlace ferroviario entre Karachi y el norte del país mediante la eliminación de un servicio de ferry para el paso del Indo.
El puente se benefició dos veces de obras de refuerzo, en 1910 y 1939. En 1924, el límite de velocidad para los trenes sobre el puente se redujo a 8 km/h.

## Costo humano y monetario
La construcción del puente Lansdowne se cobró 6 vidas. Cuatro hombres cayeron desde una altura vertiginosa y 2 más fueron muertos por herramientas que cayeron sobre ellos. El costo del puente fue de Rs. 2,696,000 incluyendo Rs. 276,000 que se gastaron solamente en las cimentaciones.

## Críticas
El puente sorprendió a algunos ingenieros que no entienden la lógica del peso y el coste de la construcción del mismo. El 11 de julio de 1884, un artículo en la revista Engineer describió el puente como una monstruosidad de estética e ingeniería.